# Loculi
Loculi (sardinski: Lòcula) je grad i općina (comune) u pokrajini Nuoru u regiji Sardiniji, Italija. Nalazi se na nadmorskoj visini od 26 metara i ima 517 stanovnika.
 Prostire se na 38,15 km². Gustoća naseljenosti je 14 st/km².
Susjedne općine su: Galtellì, Irgoli i Lula.